# پرونده برنتون باتلر
پرونده برنتون باتلر (انگلیسی: Brenton Butler case) یک پرونده قتل در جکسون‌ویل، فلوریدا بود. در طول تحقیقات برای یک تیراندازی مرگبار بیرون متلی در سال ۲۰۰۰ میلادی، پلیس، برنتون باتلر ۱۵ ساله را دستگیر کرده و او را به قتل متهم کرد. باتلر بی‌فاصله به جنایت اعتراف کرد و پرونده به دادگاه رفت. با این‌همه، در طول محاکمه، او شهادت داد که به شدت مجبور به اعتراف شده و دادگاه او را تبرئه کرد. پرونده توجه زیادی را از سوی رسانه‌ها به خود جلب کرد و موضوع فیلم برنده جایزه اسکار، قتل در صبح یکشنبه شد.